# Pseudophilautus femoralis
Espèce
Synonymes
- Ixalus femoralis Günther, 1864
- Philautus femoralis (Günther, 1864)
- Ixalus fergasonii Günther, 1876
- Ixalus pulchellus Günther, 1872

Statut de conservation UICN

 EN B1ab(iii)+2ab(iii) : En danger
Pseudophilautus femoralis est une espèce d'amphibiens de la famille des Rhacophoridae.

## Répartition
Cette espèce est endémique du Sri Lanka. Elle se rencontre entre 1 060 et 2 135 m d'altitude,.
Les spécimens découverts dans les monts Ponmudi Ghats occidentaux en Inde et attribués à cette espèce, sont désormais classés dans Pseudophilautus ponmudi.

## Publication originale
- Günther, 1864 : The reptiles of British India, p. 1-452 (texte intégral).